# Остенк
Остенк (словен. Ostenk) је насељено место у општини Трбовље, Засавска регија, Словенија.

## Историја
До територијалне реорганизације у Словенији био је у саставу старе општине Трбовље.

## Становништво
У попису становништва из 2011. године, Остенк је имао 218 становника.
| Број становника према пописима | Број становника према пописима | Број становника према пописима |
| ------------------------------ | ------------------------------ | ------------------------------ |
| 1991                           | 2002                           | 2011                           |
| 134                            | 190                            | 218                            |

Напомена: До 1955. исказивано под именом Свети Марко.